# Велике князівство Московське
Моско́вське князі́вство, згодом відоме як Вели́ке князі́вство Моско́вське (рос. Великое княжество Московское), також відоме під назвою Московія (лат. Moscovia) — спочатку удільне князівство в складі Володимиро-Суздальського князівства, потім під владою Золотої Орди до 1480 року. Першим князем (і першим князем міста Москви) став 16-річний син Олександра Невського Данило Олександрович (як васал орди). Першим правителем відокремленої від Орди Московії в 1480 році став Іван Третій.
Уже в середині XI століття в стародавній Київській державі — Русі стали виявлятися ознаки дроблення на самостійні князівства й землі. З'являлися все нові і нові князівства. Значними феодальними державами цього періоду стали Залісся, Галицько-Волинське, Турово-Пінське, Чернігівське, Полоцьке, Смоленське князівства, Новгородська і Псковська феодальні республіки.
Приплив населення сприяв підйому Ростово-Суздальської землі. Місцеві князі почали вперту боротьбу за заволодіння великим княжінням. Князем Юрієм Долгоруким були засновані нові міста — Дмитрів, Кострома тощо. У 1169 році, при Андрії Боголюбському, землі Залісся здобувають незалежність від Русі, їхні війська пограбували Київ, і Андрій Боголюбський проголосив себе незалежним від великих князів Київських володарем. При Всеволоді Велике Гніздо відбувалося виникнення нових феодальних центрів, дроблення Залісся, усередині якого в XIII столітті з'явилися князівства Переяславське, Ростовське, Суздальське, Ярославське, Тверське, Московське тощо.
Першим удільним князем у Москві був син Олександра Невського Данило Олександрович, що отримав ханський ярлик у 1277 році. З 1330-х заліські князі, за рідкісними винятками, були утримувачами ханського ярлика на право збирання данини. З подальшим розширенням земель московських князів і централізацією влади за допомогою татарських баскаків їм вдається до кінця XV століття створити зі свого осередку центр єдиного Московського великого князівства.
Згідно з неофіційними російськими джерелами, Москву, яку Олександр Невський дав своєму сину Данилу в спадок, хан Менгу-Тимур відділив від Володимирського князівства і посадив 16-річного Данила Олександровича на новостворений московський престол.

## Територія Московського князівства

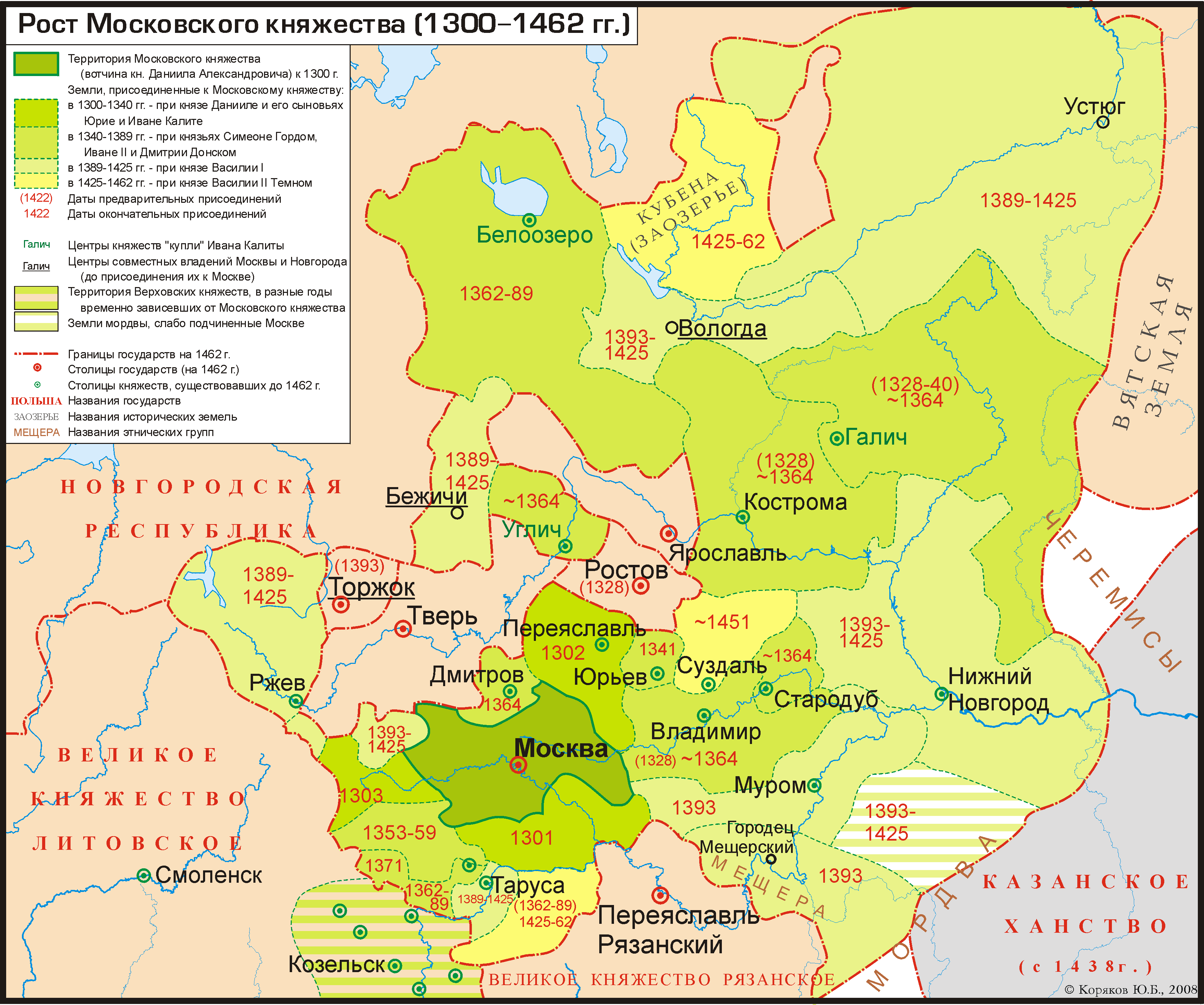
Зростання Московського князівства в 1300—1462 роках

Московське князівство починає виділятися з Володимиро-Суздальського в XIII столітті. Місто Москва, навколо якого згрупувалося це князівство, до кінця XIII ст. не відігравало помітної ролі в політичному житті. Засновником дому московських князів був молодший син Олександра Невського Данило. Саме він розширив московський уділ: розбивши рязанського князя Костянтина Романовича, він узяв його в полон і захопив місто Коломну (1301 р.), яке з того часу назавжди залишається за Москвою. Понад те Данилу вдалося отримати Переславль-Залєський, за духівницею племінника, хворого й бездітного Івана Дмитровича (1302). У 1303 році Данило помер, не зробивши, схоже, ніякого розпорядження на випадок своєї смерті. Старший із п'яти його синів, Юрій, або Георгій, захопив у свої руки всю владу батька. Брати спочатку перебували в його безумовній покорі; з ними Юрій ходив на Смоленську землю й узяв Можайськ.
Пізніше один із них, Іван (майбутній Іван I Калита), оволодів Переяславлем і затвердився в ньому, а Олександр і Борис від'їхали з Москви до Твері, тож при Юрієві незмінно залишався один тільки Опанас. Сам Іван мав приватноправовий погляд на княжіння, як і його батько і старший брат. У своєму заповіті чатку брата Симеона він віддав старшому своєму синові Дмитру, а молодшому, Івану, — свою власну частку, отриману від Калити. За племінником, сином Андрія Івановича, Володимиром, була затверджена частка його батька. Під час малоліття Дмитра управління державою перебувало в руках бояр, природних прихильників об'єднувальної політики, бо чим менше було князів, тим більше було для бояр годувань. Уже в 1362 році Дмитро зігнав з престолу Дмитра Суздальського і став володарювати над князями ростовськими й суздальськими. Після смерті його молодшого брата Івана частка останнього була приєднана до Москви. У своїй духівниці великий князь заповідає старшому своєму синові Василю все велике княжіння, а з московської частки дає йому Коломну й половину своєї частки в Москві. Інші володіння він розділяє між чотирма своїми синами; дружині також дає частку. На випадок смерті Василя бездітним робиться розпорядження, щоб його доля (велике княжіння) перейшла неподільною до наступного брата.
Василь I продовжував збільшувати московські володіння. Перебуваючи в Орді, він купив ярлик на Нижньогородське князівство, що було у володінні двоюрідного діда Василя Бориса Костянтиновича. Окрім Нижнього, за тим же ярликом Василь придбав Городець, Муром, Мещеру, Тарусу і, таким чином, опанував усім Суздальським княжінням. Василя I пережив тільки один його син; ця обставина багато сприяла цілісності державної території. Василь Дмитрович заповів Василю Васильовичеві всі свої володіння, виділивши, за звичаєм, частину дружині своїй у довічне володіння. Нового великого князя в боротьбі з дядьком Юрієм та його синами знову підтримали бояри. При їх допомозі Василь II приєднав до Москви Серпухов; при їх же допомозі він вийшов переможцем з боротьби, не зважаючи на те, що потрапляв у полон і був засліплений (за що отримав прізвисько Темний).
Вмираючи, Василь II розділив свої володіння між синами. Старшому, Івану, він дав велике княжіння Володимирське, яке було нерозривно пов'язано тепер з Москвою; у Москві він дає йому тільки свою спадкову третину. Іншим синам, Юрієві, Андрію Великому, Борису і Андрію Меньшому, великий князь також дає частки, але Іван отримав значно більше, ніж усі брати разом, і в нього були всі засоби тримати їх у своїх руках. Іван III полюбляв збільшувати свої володіння мирним шляхом. Він приєднав до своїх володінь верейську частину, передану йому князем, і частину брата свого Юрія, що помер у 1472 р.; Андрій Меньшой віддав Івану свою частку, окрім однієї волості під Москвою, призначеної для Андрія Старшого. Племінник великого князя, Іван Борисович, заповідав йому свою вотчину, крім свого родича Федора; так само вчинив і рязанський князь Федір Васильович, що заповів Івану власну вотчину на Рязані, у місті й на посаді, стару Рязань і Перевітеськ з волостями.
Силою Іван III приєднав до Москви лише Новгород і Твер. Хоча великий князь висловлювався проти поділу й переконував литовського князя не дробити держави, але сам він, поступаючись московській традиції, розділив свої володіння, причому старшому синові Василю дав велике княжіння, з 66 містами, а іншим своїм чотирьом синам — тільки 30 міст. Право карбувати монету отримав великий князь. У заповіті Івана III було остаточно вирішено питання про виморочні частини: частки могли переходити тільки до синів власника; якщо ж синів не було, то частка приєднувалася до великого княжіння. Власник міг довічно наділити дружину свою, але після смерті її наділ переходив у володіння великого князя. Василь III був останнім князем Московського князівства. Йому вдалося без воєн приєднати до Москви Псков, Рязань і сіверські князівства.
Удільна система цим не була знищена. Як звичай вона продовжувала існувати й не була скасована якимось законодавчим актом, а вимерла поступово, поступившись місцем ідеї державної єдності, яка давно вже позначалася в тому, що старший брат отримував звичайно частину, що в багато разів перевершувала частки решти братів. Умираючи, Василь III розділив свої володіння між синами Іваном і Юрієм. Хотів виділити значну частину синові своєму Федору та Івану IV.

## Стосунки із Золотою Ордою

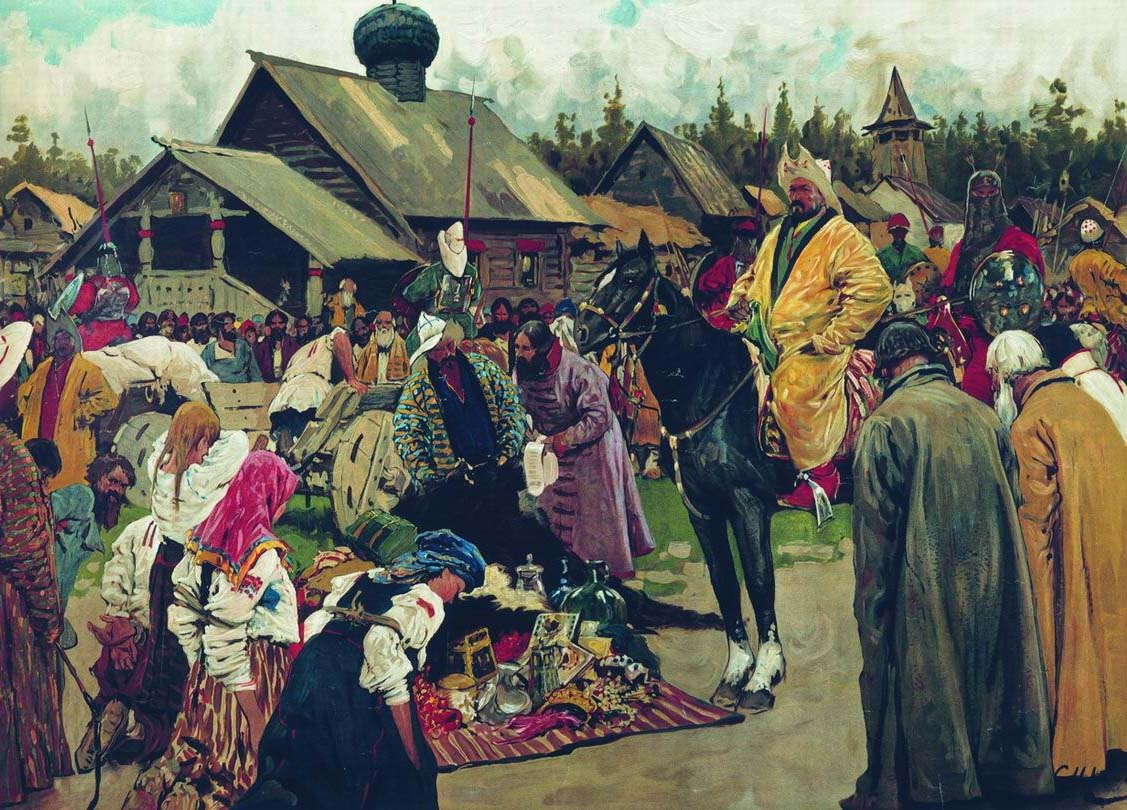
Баскаки в Московії

### Ярослав Всеволодович
Першим князем, що вступив у відносини з правителями Золотої Орди, був Ярослав III Всеволодович.  Після повернення війська Хана Батия в 1242 році з Європи Ярослав Всеволодович ще кілька років прокняжив у Владимирі і в 1246 році поїхав до Каракоруму на коронацію Хана Гуюка. Там князя Ярослава Суздальського отруїла мати Гуюка — Торогене-хатун і зразу ж послала за його сином Олександром, пізніше названого Невським, щоб передати йому землю його батька.

### Олександр Ярославович
Пробувши в ставці Батия до 1249 року разом зі старшим братом Олександром, середній син Ярослава Всеволодовича Андрій Ярославович отримав ярлик на князювання у Володимирі. Андрій Ярославович провадив доволі ліберальну політику, у 1251 році уклав союз з Данилом Галицьким з метою повалення монгольського іга та одружився з його дочкою. Олександр Ярославович поїхав в Орду з доносом на брата, за що й отримав великокнязівський ярлик. У підсумку Андрію Ярославовичу довелося втікати до Швеції, а Володимирський великокнязівський стіл дістався брату.
У 1257 татаро-монголи провели другий перепис населення у своїх північних і західних улусах. Олександр надавав їм у цьому максимально можливу військову підтримку, маючи у своєму підпорядкуванні суздальську й татарську дружини. Надалі саме він став першим, хто відвіз подушну подать в Орду.
У тому ж році монголи, незадоволені, що Новгород не платить данини, викликали до себе Олександра й веліли привести новгородців до покори. Для цього виділили йому війська. Перша спроба виявилася невдалою: Олександр Невський не зміг здолати опір населення й провести перепис. Зате в 1259 році з другої спроби захопивши Новгород, Олександр нещадно страчував і калічив непокірних, відрізаючи їм носи і засліплюючи. Навіть свого старшого сина Василя, який відмовився підкорятися батькові віддав на поталу ханові, аби задобрити своїх татаро-монгольських панів.
У 1262 році Олександр Ярославович був затребуваний у ставку хана й у цьому ж році востаннє вирушив до Орди. Пробувши там майже рік, на зворотному шляху додому він, як і його батько, несподівано захворів і раптово помер 14 листопада 1263 року.

### Брати та сини Олександра
У 1264 році, тільки за допомогою татаро-монгольських військ, на Володимирський стіл був призначений Ярослав Ярославович, молодший брат Олександра Ярославовича.
«Великий князь Ярослав, подібно до батька і брата Олександра, усіма силами намагався догоджати хану і подібно до них скінчив життя своє на зворотному шляху з Орди, куди він їздив з братом Василем …». Це сталося в 1271 році.
Василь, який став Великим князем після його смерті, прокняжив 5 років, також несподівано помер, як і попередні князі, на зворотному шляху з Орди. За час його князювання татарами було проведено ще один перепис населення (1272 рік.) i князь Василь активно їм у цьому допомагав. Крім того, дружини Суздальської землі брали участь у поході військ Золотої Орди на Візантію в 1269—1271 роках.
Менгу-Тімур зробив синам Олександра Ярославовича, поріднених з Чингізидами, ще один подарунок, закріпивши за ними великокнязівський Володимирський стіл. Це породило початок активного протистояння між старшими синами Олександра Ярославовича — Дмитром і Андрієм за право заняття великокнязівського столу. У 1293 році в їх протистояння включився і Данило, який сам мав бажання стати Великим князем Володимирським і відвозити данину до Орди. Хан Тохта спробував втихомирити підданих, що розперезалися. Данило раптово помер у 1303 році, і чвара на якийсь час затихла. У 1304 році помер і Андрій Олександрович. Тоді війна почалася знову. До неї долучилися Михайло Тверський і його небіж Московський князь Юрій Данилович. Великокнязівський стіл дістався старшому Михайлові Тверському.

### Московський князь Юрій Данилович
Тричі був в Орді й щоразу внаслідок суперечки із тверськими князями. У 1312 році хан Тохта помер, і поки Великий князь Володимирський Михайло був на коронаційних урочистостях нового хана Узбека, московський князь підняв проти великого князя Михайла заколот у Новгороді. І поки той з татарськими військами йшов втихомирювати бунтівне місто, Юрій з дарами поїхав у ставку молодого хана Узбека. В Орді князь Юрій прожив, бенкетуючи і принижуючись, 3 роки, після чого в 1317 році одружився із сестрою хана Узбека — Кончак.
Разом з ординськими військами князь Юрій пішов воювати дядька. Але зазнав поразки. І тим не менше, він, його дружина і начальник татарських військ були помилувані. Разом усі вони вирушили в Орду на суд хана Узбека. Перед від'їздом дружина Юрія (сестра хана) померла. Уже в ставці хана з його відома і при його потуранні люди московського князя Юрія по-звірячому вбили Михайла Тверського.
За батька помстився Димитрій Тверський, убивши Юрія Московського в ставці хана в 1327 році. Хоч за вбивство свого зятя хан Узбек його стратив, тим не менше, Великокнязівський стіл дістався братові Димитрія — Олександру Михайловичу Тверському.
У 1319—1320 роках суздальські й московські дружини в складі золотоординських військ здійснили військовий похід до Азербайджану.

### Іван Калита
Наступний правитель, Іван Калита, ще один онук Олександра Ярославовича, брат Юрія Московського, відіграв велику роль у перетворенні Московського князівства на 
невід'ємну частину в системі Золотої Орди, для якої він збирав із Суздальських земель данину. Почав він з того, що звів наклеп на тверян. Хан Узбек виділив Івану Калиті 50-тисячне військо й відправив карати тверян. Московити вчергове, захищаючи інтереси Золотої Орди, пішли проти своїх одноплемінників, одновірців і сусідів.
«Тверь, Кашин, Торжок були взяті, спустошені, жителі знищені вогнем і мечем або відправлені в неволю … Хан, бувши задоволений вірністю князя московського (Івана Калити), дав йому милостиво грамоту на велике князювання».

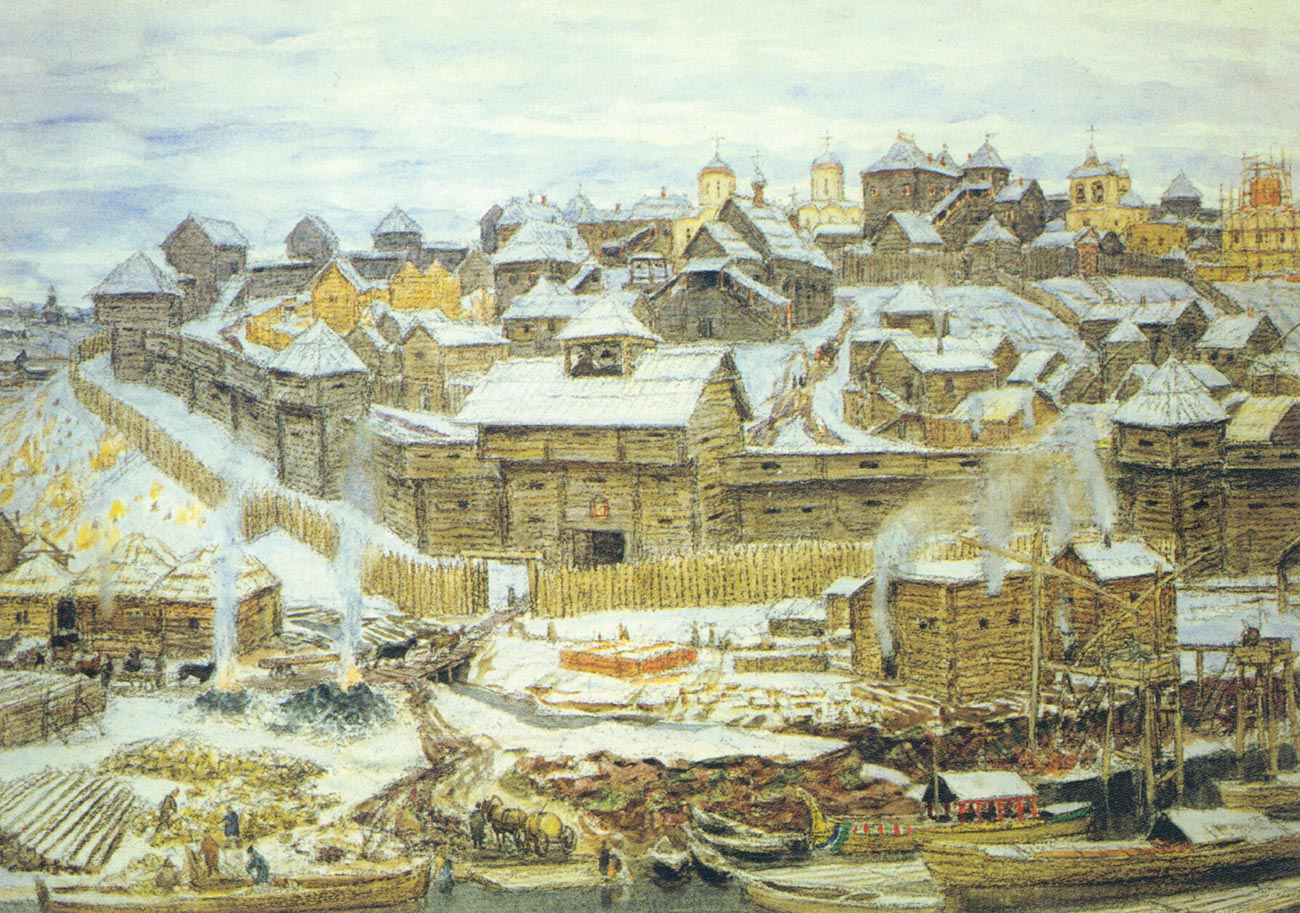
Московський Кремль за князя Івана Калити (початок XIV ст.) Аполлінарія Васнецова

Після цієї бійні Великий князь Олександр Михайлович Тверський утік до Пскова. Іван Калита, боячись здатися хану неслухом або недбайливим виконавцем його волі, разом з митрополитом і багатьма князями, бачачи, що потрібно боротися або поступитися, вдався до іншого способу: умовив митрополита Феогноста накласти прокляття на Олександра й на всіх жителів Пскова, якщо вони не підкоряться наказам хана. Псков'яни не підкорилися, і князь Олександр вільно виїхав до Литви.
Таким чином Московія купила собі право на великокнязівський стіл.
«Іван Калита своїми частими поїздками в Орду доводив свою відданість Хану …»
«Новгородці, торгуючи на кордонах Сибіру, діставали багато срібла через Ками. Іоанн вимагав оного для себе, і діставши відмову поїхав Хану скаржитися …». Тільки за грубими підрахунками, з 1327 по 1340 Іван Калита разом з дорогою провів в Орді більше 9 років.
Іван Калита був вірним підданим Хана Узбека, служив йому вірою і правдою.

### Дмитро Донський
Розбрати в Орді, що почалися після смерті хана Бердібека, дали можливість наступнику Івана, Дмитру, діяти самостійно (ідеться про отримання ним ярликів спочатку від Мурата, а потім від Авдула). Коли тверський князь Михайло купив в Орді ярлик на велике князювання, Дмитро взяв у міст присягу не приймати Михайла, і ті дійсно не прийняли його. Сам Дмитро вирушив в Орду, задарував панівну верхівку й привіз звідти ярлик на велике князювання, викупивши за 10 000 рублів сина тверського князя, що, за зауваженням С. М. Соловйова, показує, наскільки нерівні були сили суперників і наскільки Москва переважала Твер.
У договорі Дмитра з Михайлом про татар мовилося вже так: «чи будемо ми в мирі з татарами, чи дамо вихід або не дамо — це залежить від нас; якщо татари підуть на нас, або на тебе, то нам битися разом». Після Куликовської перемоги над Мамаєм Московське князівство піддалося нападу Тохтамиша (1382), який розорив його і поставив у колишнє залежне положення щодо Орди. Василя I посадив на великокнязівський престол посол Тохтамиша, а через рік сам Василь поїхав в Орду і купив там ярлик на князівство нижньогородське.

### Василь I
У кінці XIV століття Золота Орда пережила нашестя Тамерлана, який розгромив її і пішов було і на руську землю, але, дійшовши до Єльця, вернувся назад. Після цього нашестя Орда не здавалася вже небезпечною для московського князя. Сам він не їздив туди з поклоном, не посилав і послів, на вимогу дані відповідав, що держава його збідніла людьми і ні з кого збирати виходу, а збори тим часом проводилися і йшли в скарбницю великокнязівську. Над ординськими купцями стали сміятися в московських областях. Усе це викликало в 1408 році нашестя татар на чолі з темником Золотої Орди Едігеєм, який розграбував московську землю, зруйнував декілька міст і узяв 3000 рублів викупу з москвичів. Князь, як і раніше, повинен був давати данину татарам.

### Розпад Орди
Після смерті Василя I права на великокнязівський престол пред'явив брат його Юрій. Суперечка була винесена на рішення Золотої Орди, яка висловилася на користь Василя Васильовича. Смута й постійна боротьба претендентів за престол привели Орду до занепаду і потім до розпаду на ханства — Кримське, Казанське і Кипчацьке; водночас посилювалася залежність московського князівства від кримського хана.
У 1480 році хан Ахмат прислав до Москви чергове посольство з вимогою дані. Іван III Васильович покликав до себе послів, але замість того, щоб заплатити данину, князь, демонстративно розірвавши і розтоптавши ногами портрет хана, велів убити всіх послів, окрім одного. Цьому останньому він наказав повертатися додому й передати ханові, щоб дав Москві спокій, інакше князь пообіцяв зробити з ханом те, що вже зробив з його послами.
Тоді хан Ахмат, зібравши війська, вирушив воювати з непокірним князем. Крім того, він заручився підтримкою й допомогою Литовського великого князя і польського короля Казимира. Але Іван зумів заручиться підтримкою кримського хана, і той напав на Литву. Казимир не зміг допомогти Ахмату.
Війська обох сторін зустрілися 6 жовтня 1480 року на берегах річки Угри. Московське військо стояло на лівому березі, їх ворог — на правому. Сили були приблизно рівні. Ні ті, ні інші не наважувалися напасти першими. Так вони простояли до 11 листопада 1480 року, коли ханські війська, дізнавшись про розорення своїх тилів московськими військами, розвернулися й пішли геть. Це протистояння отримало назву «Велике стояння». У підсумку татарське ярмо, що тривало більше двох століть, закінчилося: вся повнота влади переходить з Орди до Москви. А в 1487 Івану III вдалося тимчасово поставити Казанське ханство у васальну залежність від Московського князівства.

## Війни
- Московсько-булгарська війна
- Московсько-новгородські війни
- Московсько-тверські війни
- Московсько-українські війни
- Московсько-польські війни
- Литовсько-московські війни
- Битва під Оршею

## Цікаві факти
У Московській державі пошти називались «ямами», а поштова служба — «ямская гоньба». «Ям» — татарське слово, яке означає «дорога». Звідси походить і назви багатьох вулиць з назвою Ямська. Німецький дипломат З. Герберштейн відмічав, що ямщики доїжджають з Новгорода до Москви за три дні.

## Контраверсії
Карл Маркс у своїй праці «Викриття дипломатичної історії XVIII століття» зазначав:
|  | Колискою Московії було криваве болото монгольського рабства, а не сувора слава епохи норманів. А сучасна Росія є не що інше, як перетворена Московія. |